# Institut Japonès d'Esperanto
L'Institut Japonès d'Esperanto (esperanto: Japana Esperanto-Instituto, JEI; japonès: 日本エスペラント協会) és el centre més gran del moviment esperantista al Japó. Va ser fundat el 1919, principalment per Osaka Kenzi. La seva seu oficial és a Tòquio, a Shinjuku. Des de 1920 edita el periòdic La Revuo Orienta,‘La Revista Oriental’.